# Каскейд Тауншип (округ Лайкомінг, Пенсільванія)
Каскейд Тауншип (англ. Cascade Township) — селище (англ. township) в США, в окрузі Лайкомінг штату Пенсільванія. Населення — 422 особи (2020).

## Демографія
Згідно з переписом 2010 року, у селищі мешкало 413 осіб у 173 домогосподарствах у складі 131 родини. Було 279 помешкань
Расовий склад населення:
| - 98,3 % — білих - 1,0 % — чорних або афроамериканців - 0,5 % — азіатів |

До двох чи більше рас належало 0,2 %. Частка іспаномовних становила 0,0 % від усіх жителів.
За віковим діапазоном населення розподілялося таким чином: 18,4 % — особи молодші 18 років, 63,4 % — особи у віці 18—64 років, 18,2 % — особи у віці 65 років та старші. Медіана віку мешканця становила 49,0 року. На 100 осіб жіночої статі у селищі припадало 99,5 чоловіків;  на 100 жінок у віці від 18 років та старших — 100,6 чоловіків також старших 18 років.
Середній дохід на одне домашнє господарство  становив 57 272 долари США (медіана — 46 944), а середній дохід на одну сім'ю — 60 235 доларів (медіана — 48 500). Медіана доходів становила 42 188 доларів для чоловіків та 34 531 долар для жінок. За межею бідності перебувало 11,5 % осіб, у тому числі 11,4 % дітей у віці до 18 років та 7,5 % осіб у віці 65 років та старших.
Цивільне працевлаштоване населення становило 226 осіб. Основні галузі зайнятості: будівництво — 23,0 %, освіта, охорона здоров'я та соціальна допомога — 16,8 %, виробництво — 13,7 %.